# Prowincja Mouhoun
Prowincja Mouhoun – jedna z 45 prowincji w Burkina Faso.
Ma powierzchnię ponad 6,6 tys. km². W 2006 roku mieszkało w niej prawie 300 tysięcy ludzi. W 1996 roku na jej terenach zamieszkiwało ponad 235 tysięcy mieszkańców.